# 主题 (文学)
主题（英語：theme）是在当代文学研究中關於文本研究的中心话题。主题可以分为两类：作品的概念性主题（英语：thematic concept）是读者“认为作品是关于什么的”；陈述性主题（英語：thematic statement）是“关于作品是表达什么的”。
当代对主题最常见的理解是故事的中心思想或观点，通常可以用一个词来概括(例如，爱、死亡、背叛)。这类主题的典型例子是个人与社会的冲突、时代的到来、人类与技术的冲突、怀旧之情、以及不受约束的野心所带来的危险。主题可以用小说中人物的行动、言语或思想来举例说明。例如约翰·斯坦贝克的《人鼠之间》中关于孤独的主题思想，书中许多人物似乎都很孤独。它可能不同于文本或作者的隐含世界观。
一个故事可能有几个主题。主题通常探讨历史上常见的或跨文化可识别的观点，例如伦理问题。而这通常是隐藏在作品中的，而不是明确地陈述。举个例子，一个人是否应该以牺牲一部分人性为代价，过上看似更好的生活，这是奥尔德斯·赫胥黎的《美丽新世界》之主题。与情节、人物、背景和风格一样，主题也被认为是小说的组成部分之一。

## 技巧
不同的技巧可以用来表达更多的主题。

### Leitwortstil
Leitwortstil是在叙述中重复一种措辞，通常带有主题，以确保能夠抓住读者的注意力。 Leitwortstil的一个例子是在库尔特·冯内古特的小说《五号屠场》中反复出现的短语“So it goes”。它表面上传递的信息是，世界是决定论的:事情只能以一种方式发生，未来已经是预先决定的。但考虑到故事的反战基调，传达的信息或许恰恰相反，事情本來可以有所不同的。关于 leitwortstil的一个非小说的例子是，在戈登•利文斯顿的《老得太快，聪明得太慢：三十个你现在需要知道的事实》（英语：Too Soon Old, Too Late Smart: Thirty True Things You Need to Know Now ）的一书中。在这本个人轶事的选集中，曾經多次被插入短语“不要做同样的事情和期待不同的结果”,“这是一个欺骗自己的坏主意”，和“没人喜欢被说该做什么”。

### 主题模式
主题模式是指在叙述中插入重复的主题。例如，约翰·斯坦贝克的《人鼠之间》中的很多场景都是关于孤独的。《一千零一夜》的主题模式很明显，例如《铜器之城》的故事。这个故事说的是，一群旅行者在沙漠中漫游，寻找古老的黄铜工艺品。根据大卫•皮诺特(David Pinault)的说法，这个故事的主题是“财富和浮华诱惑人远离上帝”。这一段叙事被故事中的故事打断了好几次。其中包括在古实伊伯沙达宫殿发现的题词中记载的一个故事、一个囚犯讲的关于所罗门的故事、还有一段插曲是关于塔德穆尔女王的尸体。皮诺特说，“每一个小故事都出现了一个，说自己曾经骄傲地享受过世俗的繁荣的角色，后来我们会发现，上帝会使这个人物跌入低谷……这些小故事最终强化了大叙事的主题。”

### 例子
文学中一些常见的主题是“爱”、“战争”、“复仇”、“背叛”、“爱国主义”、“优雅”、“孤独”、“母亲”、“宽恕”、“战时的损失”、“背叛者”、“富人与穷人”、“外表与现实”和“来自超凡力量的帮助”。